# Osbeckia setoso-annulata
Osbeckia setoso-annulata är en tvåhjärtbladig växtart som beskrevs av Geddes. Osbeckia setoso-annulata ingår i släktet Osbeckia och familjen Melastomataceae. Inga underarter finns listade i Catalogue of Life.